# Rhodienser Ritualmordlegende

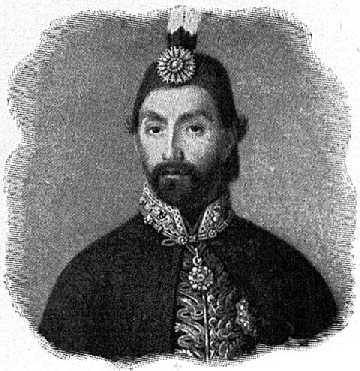
Abdülmecid I.

Die Rhodienser Ritualmordlegende ist eine Ritualmordlegende, bei der im Februar 1840 die Juden von Rhodos eines Ritualmords an einem christlichen Jungen beschuldigt wurden. Dieser Vorwurf wurde von den Konsuln Englands, Frankreichs, Österreich-Ungarns, Schwedens und Griechenlands unterstützt. Der Gouverneur des Osmanischen Reichs auf Rhodos, Yusuf Pascha, unterstützte die Beschuldigung und bestrafte eine Vielzahl von Juden. Dies ging so weit, dass das jüdische Viertel zwölf Tage abgeschottet wurde.
Die jüdische Gemeinde von Rhodos wandte sich mit einem herausgeschmuggelten Brief an die jüdische Gemeinde von Konstantinopel und bat um Hilfe. Diese leitete das Gesuch an verschiedene mitteleuropäische Länder sowie an die einflussreiche Rothschild-Familie weiter. Schließlich erließ der Sultan des Osmanischen Reiches, Abdülmecid I., im Juli 1840 ein Ferman (Dekret), in dem er die Vorwürfe für unhaltbar erklärte.